# Corporacion Cúcuta Niza Futsal
Corporación Cúcuta Niza Futsal es un equipo profesional de fútbol sala de Colombia con sede en la ciudad de Cúcuta, Norte de Santander que participa en la Liga Colombiana de Fútbol Sala conocida también como Liga Argos Futsal. Apareció por primera vez en el torneo apertura del año 2014.
Su rival regional es Club Deportivo Real Bucaramanga con el que disputa el Clásico del Oriente Colombiano.

## Historia

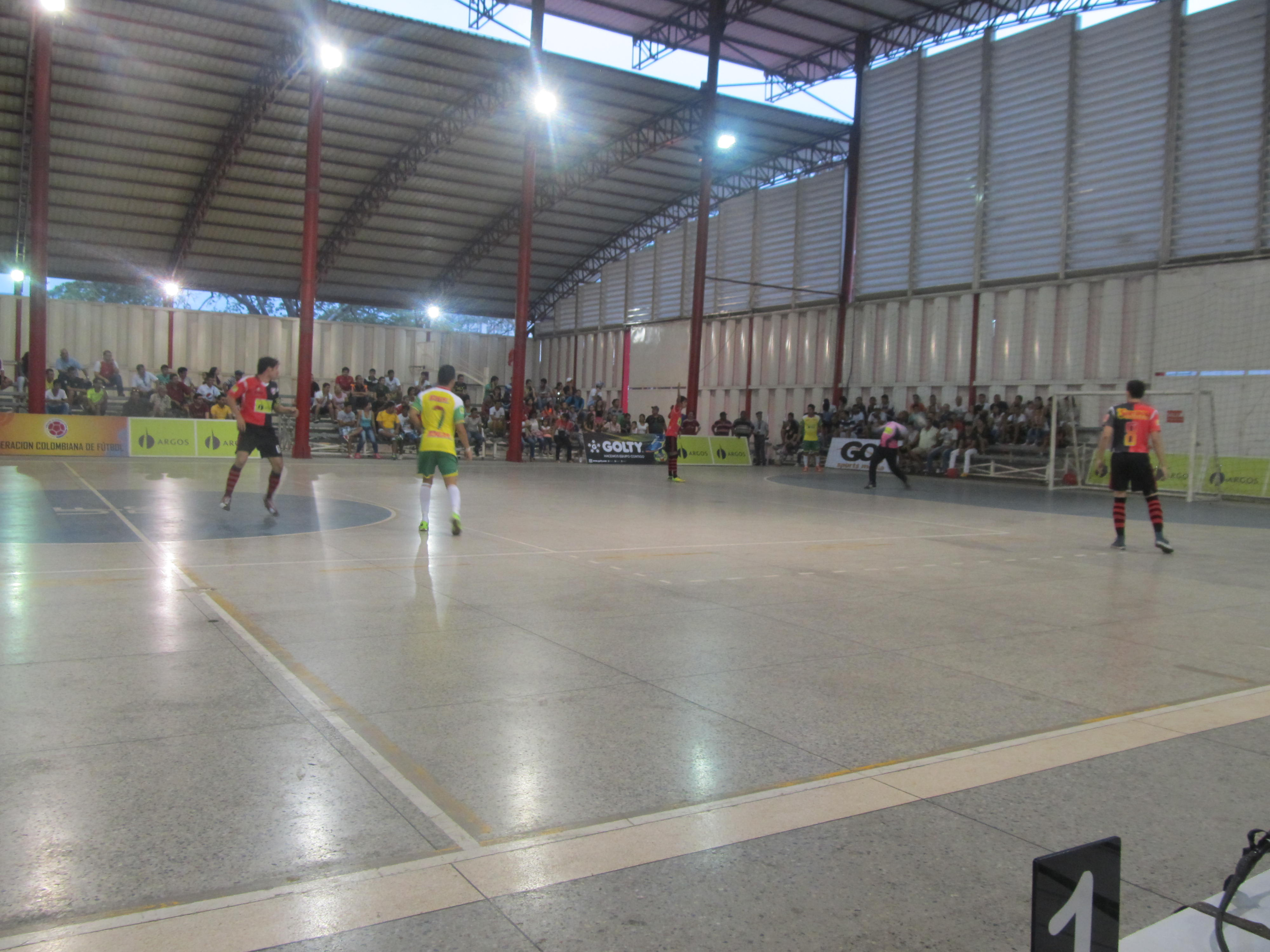
Foto tomada en un partido entre Cúcuta Niza futsal vs Depor Cartagena FSC

Corporación Cúcuta Niza futsal nació en el año 2013, luego de la gestión hecha por Eduardo Antonio Arias Álvarez, técnico y propulsor del equipo, con el objetivo de fomentar el futsal en la ciudad fronteriza. Es el quinteto de Cúcuta, luego de que Halcones, ya desaparecido, representara el departamento en la Liga Argos.
Su primera participación en la Liga Argos Futsal fue en el torneo apertura del 2014. Hizo su debut oficial el 6 de abril a las 11:00 A.M. en condición de visitante enfrentando al quinteto de Barranquilla Futsal de la ciudad de Barranquilla.
El nombre Corporacíon Cúcuta Niza Futsal, se deriva de la Escuela de Fútbol Corporación Niza (club de la ciudad fronteriza que muy amablemente dio su aval para utilizar su escudo), el nombre de la ciudad y el deporte que practica.
El equipo principalmente contó con jugadores extraídos de la Universidad Francisco de Paula Santander, y que ya venían en proceso con el ya desaparecido Club Halcones de Cúcuta Futsal. Para el primer torneo disputado, se hizo la contratación de Jorge Alberto Preciado, jugador de la Selección Venezolana de futsal, y también de su compatriota Jorge Peñaranda.
La mayor hazaña del equipo, ha sido llegar a instancia de cuartos de final luego de clasificar como primero de su grupo en la Liga Argos Futsal 2014 l. En esta etapa, el equipo a vencer erá Deportivo Meta quien ya tenía recorrido en la liga. El primer duelo de cuartos se disputó en el Coliseo Álvaro Mesa Amaya de la Ciudad de Villavicencio. En un partido muy interesante, lleno de emociones y sobre todo de goles, el conjunto fronterizo tuvo el dominio total, llegó a irse arriba por un marcador de 2-6 y ya pensaba en lo que sería la vuelta, pero Deportivo Meta reaccionó, y faltando unos cuantos minutos para el término del partido, empató la contienda y dejó un marcador final de 6-6.
La vuelta fue en el coliseo de la Universidad Francisco de Paula Santander en la ciudad de Cúcuta donde "los motilones" eran literalmente invencibles, el coliseo estaba a reventar y había un ambiente muy propicio para lo que se estaba jugando en esa noche, pero esta vez no fue así, el partido quedó 5-6 a favor de la visita y terminó con las ilusiones del equipo de la frontera.
En las siguientes tres versiones del certamen jugadas, el equipo, con su mayor parte de jugadores universitarios, ha quedado eliminado en fase de grupos.

## Plantilla
| No. | País                | Nombre                |
| --- | ------------------- | --------------------- |
| 1   | Bandera de Colombia | Alexis Herrera        |
| 2   | Bandera de Colombia | Johan Cáceres         |
| 5   | Bandera de Colombia | Albeiro Hernández     |
| 6   | Bandera de Colombia | Luis Alberto Cárdenas |
| 7   | Bandera de Colombia | Ruber Bedoya          |
| 8   | Bandera de Colombia | Edward Sánchez        |
| 9   | Bandera de Colombia | Fabián Correa         |
| 10  | Bandera de Colombia | Diego Ayala           |
| 11  | Bandera de Colombia | Jefferson Blanco (C)  |
| 12  | Bandera de Colombia | Juan Carlos Estaper   |
| 13  | Bandera de Colombia | Andrés Sandoval       |
| 14  | Bandera de Colombia | Anyelo Aguilar        |
| 15  | Bandera de Uruguay  | Nicolás Gamarra       |
| 16  | Bandera de Colombia | Jorge García          |
| 22  | Bandera de Colombia | Carlos Rivera         |

## Escudo
Escuela de Fútbol Corporación Niza

## Bandera
A colores rojo y negro que son símbolo de su ciudad, diseño en degrade y su escudo en el centro.

## Uniforme

### Primera y Segunda equipación 2014 I
Primera equipación

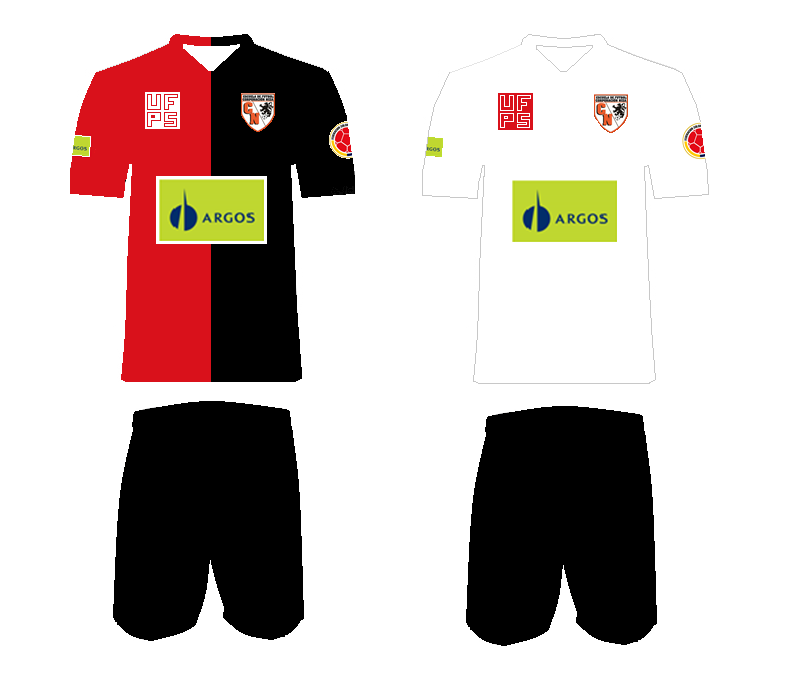
2014 l

Camisa Roja y negra, con patrocinador de Argos, y UFPS frontalmente, a los costados Argos y Federación Colombiana de Fútbol y en la parte de atrás Almacén el Surtidor, pantaloneta negra en su totalidad y medias blancas.
Segunda equipación
Camisa blanca, patrocinador igual que la primera, pantaloneta negra en su totalidad y medias blancas.

### Primera y Segunda equipación 2014 II
Primera equipación

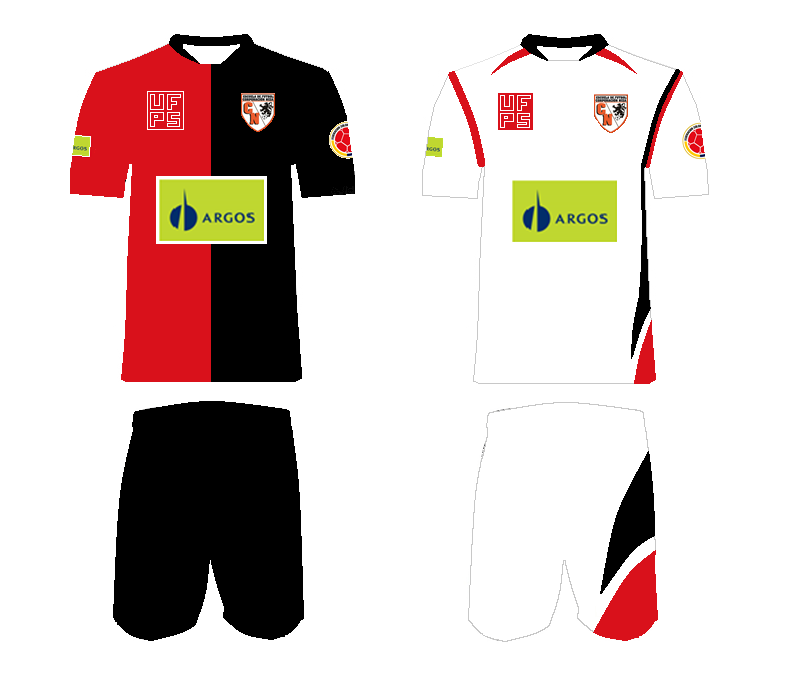
2014 ll

Camisa roja y negra con cuello negro, con patrocinador de Argos y UFPS en la frontal, a los costados Argos y Federación Colombiana de Fútbol y en la parte de atrás Almacén el Surtido y Vivitar Construcciones Ltda, pantaloneta negra en su totalidad, medias rojas en degrade hasta formar negro, con una franja vertical en la parte superior.
Segunda equipación
Camisa blanca con cuello negro, al lado de este dos metidos en rojo y en las mangas metidos rojos y negros, patrocinador igual que la primera, pantaloneta blanca con metidos negro y rojo, y medias rojas en degrade hasta formar blanco, con una franja vertical en la parte superior.

### Primera y Segunda equipación (actual)
Primera equitación

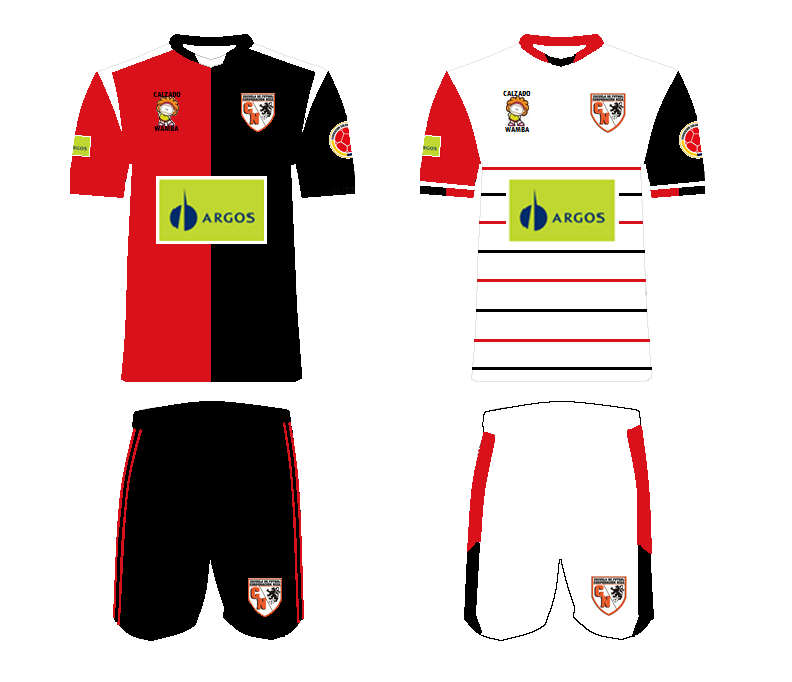
Equipación temporada 2015 (Actual)

Camisa tradicional de la ciudad con colores rojo y negro, en ella se puede observar el patrocinador, teniendo como principal al patrocinador de la liga y secundarios a la Federación Colombiana de Fútbol, calzado Wamba (Producto de la ciudad), por la parte de atrás y al costado superior, Almacén el Surtidor, y abajo Construcciones Vivitar Ltda, y Universidad Francisco de Paula Santander, pantaloneta negra con franjas horizontales de color rojo y medias del mismo color de la pantaloneta con franjas verticales de color rojo.
Segunda equitación
Camisa blanca con una serie de franjas verticales rojas y negras, con mangas de color rojo y negro. Al igual que la primera equipación el patrocinador es el mismo, pantaloneta blanca con dos franjas horizontales, una sobre la otra de color rojo y negro, medias blancas con franjas verticales rojas.

## Datos del Equipo
- Temporadas en la Liga: 2
- Semestres en la Liga: 4
- Mejor puesto en la Liga: Cuartos de final

### Entrenadores
- Eduardo Antonio Arias Álvarez: 2014-Actual

### Palmarés
- 2014-I: Debut Liga Argos 2014-I.
- 2014-I: Eliminado en cuartos de final.
- 2014-II: Eliminado en primera fase
- 2015-I: Terminó tercero del Grupo A con 12 puntos
- 2015-II: Terminó quinto del Grupo C con 9 puntos